# Théâtre dramatique de Novokouznetsk
Le théâtre dramatique de Novokouznetsk (Новокузнецкий драматический театр) est le principal théâtre de la ville de Novokouznetsk en Russie. Il est d'architecture néo-classique soviétique.

## Histoire

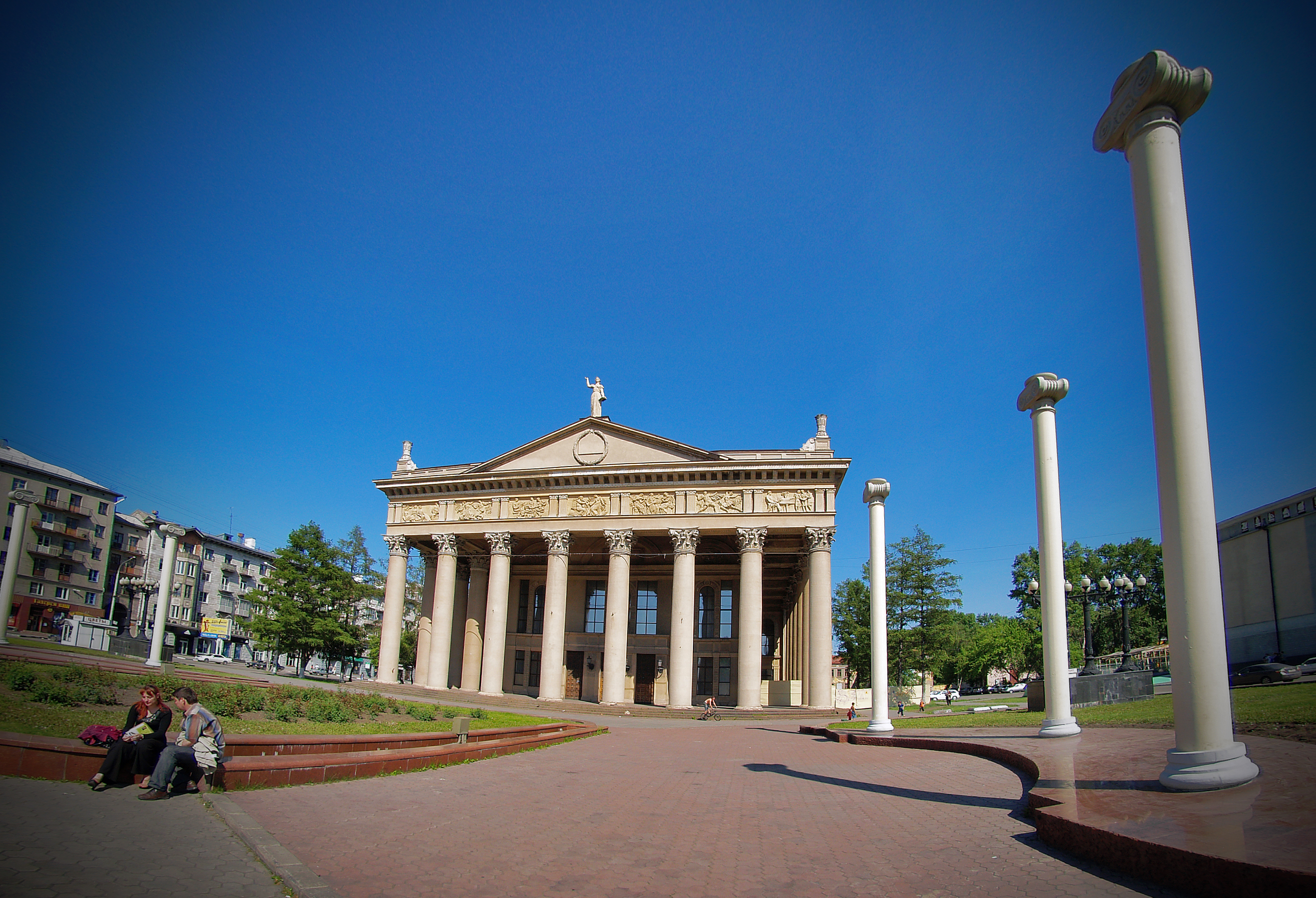
Le théâtre de Novokouznetsk en 2009.

Un article du journal local sort en août 1931 avec le titre « Il y aura bientôt un théâtre à Novokouznetsk ». Il s'installe d'abord au club central Eiche. Son succès est dû au talent d'une fameuse actrice, également férue de mise en scène, Lina Samborskaïa. L'activité du théâtre commence officiellement en septembre 1932 avec soixante acteurs et quinze musiciens; mais le club Eiche est détruit par un incendie. L'on construit donc en moins d'un an une nouvelle salle de théâtre pour une capacité de 1 200 spectateurs. Il ouvre au public le 6 novembre 1933. Pendant la Grande Guerre patriotique, le théâtre est évacué à Leninsk-Kouznetski. Des dramaturges soviétiques exilés de Moscou ou de Léningrad viennent à Novokouznetsk. La troupe s'installe dans un nouvel édifice en 1963, spécialement construit à l'angle de la rue Kirov et de la rue des Métallurgistes. La compagnie effectue des tournées régulièrement dans les grandes villes d'URSS, comme Moscou, Léningrad, Riga, Tachkent, Oufa ou Bakou.

## La compagnie théâtrale

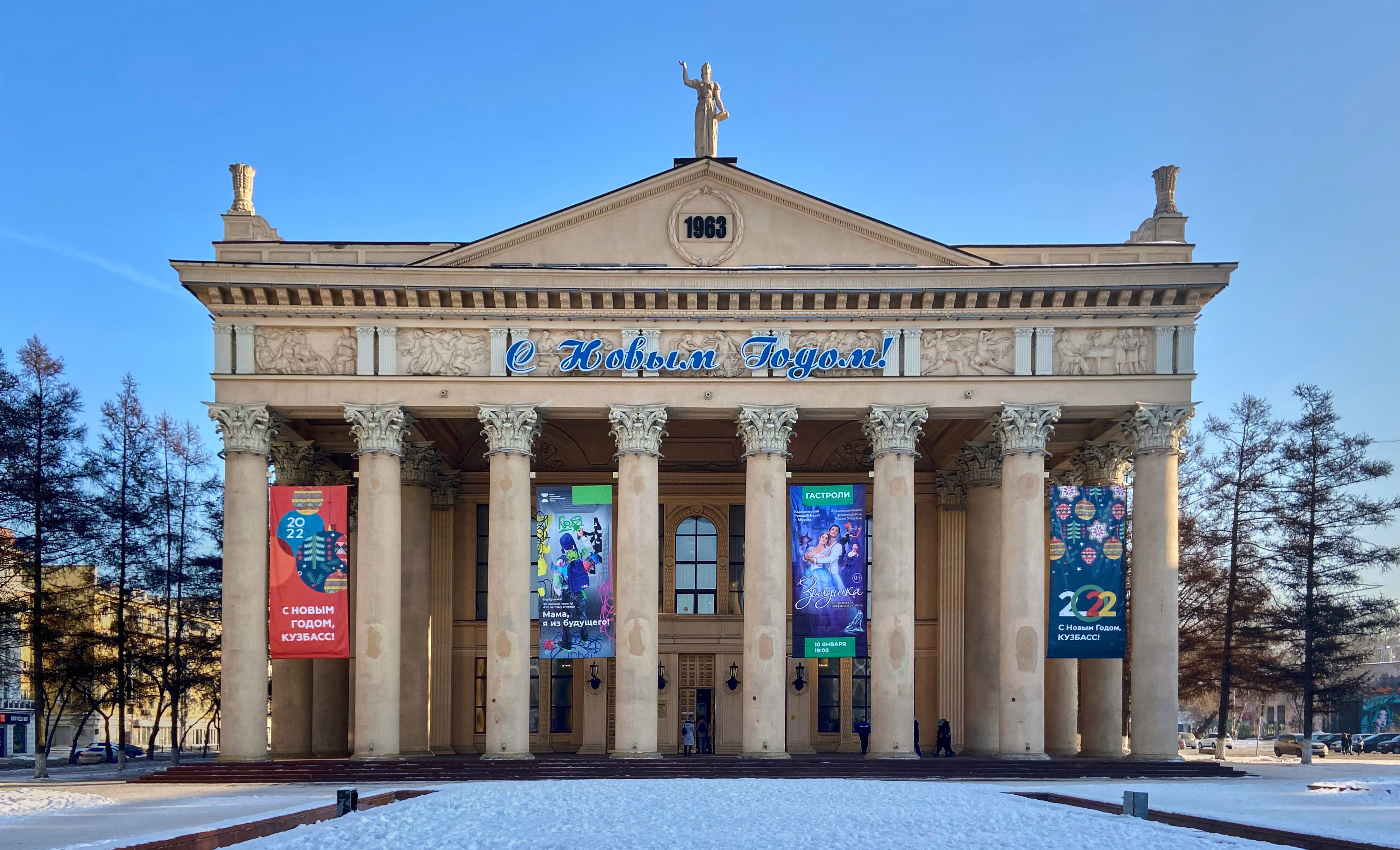
Le théâtre en 2022.

Le théâtre de Novokouznetsk s'est plusieurs fois distingué comme vainqueur du festival théâtral du Kouzbass. En 2001, le spectacle Les Âmes mortes d'après Gogol remporte le grand prix du festival théâtral du Kouzbass et du Ve festival international « Théâtre sans frontières » à Magnitogorsk. La compagnie participe aussi régulièrement au festival « Sibirski Transit » de Novossibirsk, en 2001 à Irkoutsk et à Omsk en 2003.

## Répertoire
Parmi les pièces de son répertoire, l'on peut citer: La Mégère apprivoisée et Hamlet de Shakespeare, La Cerisaie, Ivanov et La Mouette de Tchekhov, Antigone d'Anouilh, Le Chien du jardinier de Lope de Vega, La Tempête et Les Loups et les Brebis d'Ostrovski, Les Fourberies de Scapin et Dom Juan de Molière, Un tramway nommé désir de Tennessee Williams, Gandhi était silencieux le samedi d'Anastasia Boukreïeva...